# Sachiyo Yamamoto
Sachiyo Yamamoto (山本幸代?, Yamamoto Sachiyo; 4 agosto 1950 – 14 marzo 2013) è stata una cestista giapponese.

## Carriera
Con il Giappone ha disputato i Giochi olimpici di Montréal 1976 e i Campionati mondiali del 1975.